# 黒須紀一郎
黒須 紀一郎（くろす きいちろう、1932年11月3日 - ）は、日本の作家。
千葉県生まれ。本名・孝治。1955年早稲田大学文学部卒業。日活株式会社入社。映像本部企画部長、テレビ本部企画部長を経て作家。伝奇歴史小説を書く。

## 著書
- 元禄蘇民伝 犬公方異聞 河出書房新社 1993.11
- 天保蘇民伝 戯れせんとや 作品社 1994.10
- 覇王不比等 第1-3部 作品社 1995
- 役小角 異界の人々 作品社 1996.9
- 続役小角 神の王国 作品社 1997.2
- 外伝役小角 夜叉と行者 作品社 1997.10
- 婆娑羅太平記 第1-6部 作品社 1998-2000
- 鉢屋秀吉 第1-2部 作品社 2001
- 黒須紀一郎伝奇小説 14巻 作品社、2002-2003
- 家康の置文 作品社 2002.9
- 多摩川夢工場 作品社 2004.12
- 日本国王抹殺 作品社 2006.2
- 邪馬台創世記 作品社 2008.3
- 羊の十字架 作品社 2010.11

## 参考
- 文藝年鑑2007
- http://bookweb.kinokuniya.co.jp/htm/4861823064.html